# Przylaski (województwo mazowieckie)
Przylaski – wieś sołeckaw Polsce położona w województwie mazowieckim, w powiecie gostynińskim, w gminie Pacyna.
W latach 1975–1998 miejscowość administracyjnie należała do województwa płockiego.